# Waarschoot
Waarschoot is een dorp in de Belgische provincie Oost-Vlaanderen en een deelgemeente van Lievegem. Waarschoot ligt in de regio Meetjesland en telt ruim 7500 inwoners, die Waarschotenaren worden genoemd.

## Geschiedenis
Waarschoot ligt in een overwegend vlak gebied, ontstaan doordat de oude bedding van de Schelde die hier liep, na de laatste ijstijd dichtslibde

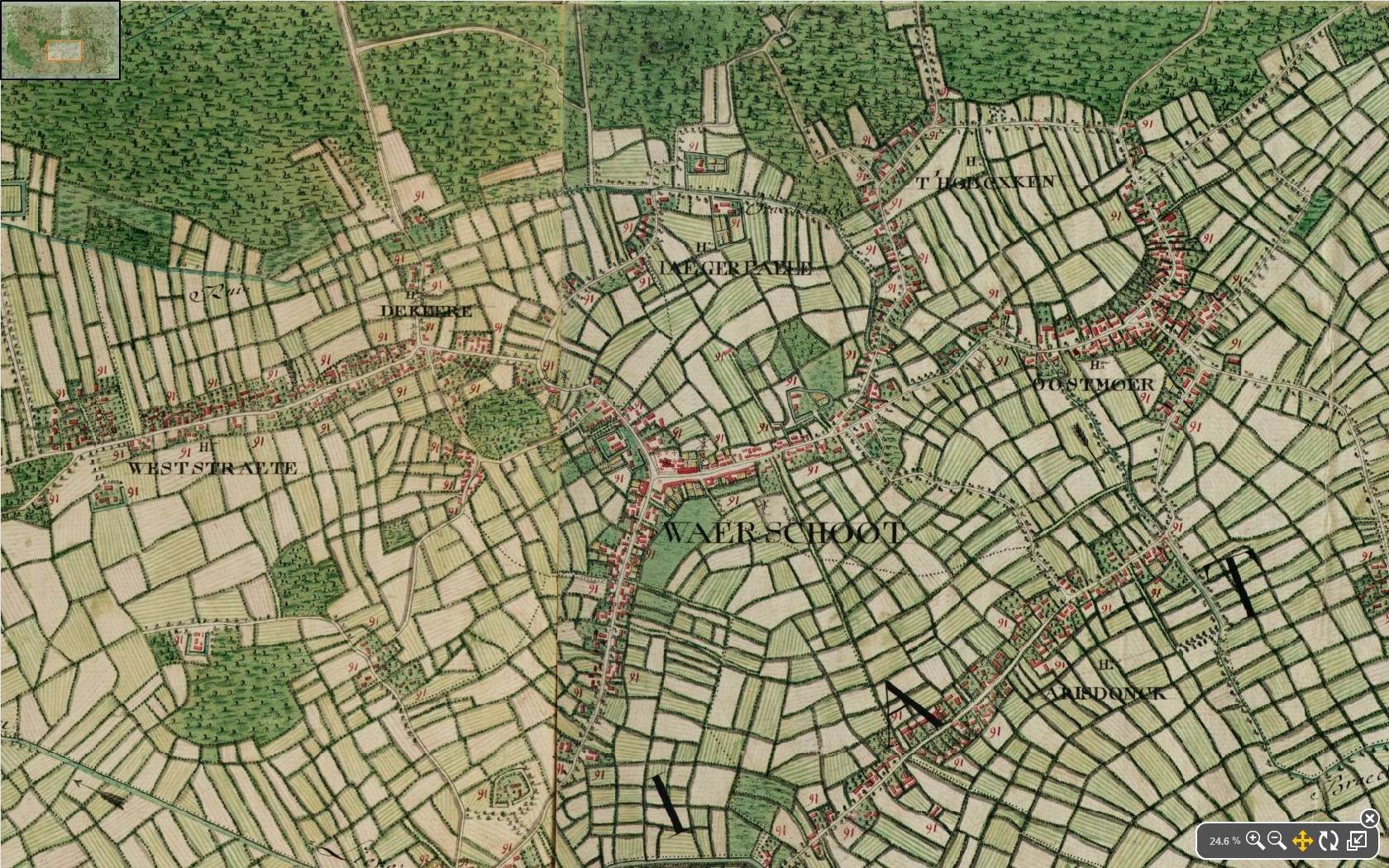
Waarschoot op de Ferrariskaart.

De gemeentenaam Waarschoot vindt zijn oorsprong in het Frankische ward (wacht, hoede) en het Germaanse skauto (spits toelopend stuk grond, meestal bebost, opduikend uit moerassig gebied) wat verwijst naar een Merovingische of Karolingische nederzetting. Waarschoot werd voor het eerst vermeld in een oorkonde van 1244 waarin de bisschop van Doornik de parochie "Warscot" opricht.
Waarschoot was lange tijd omgeven door bossen en moerassen waardoor het afgelegen lag van de omringende dorpen. Het gebied was dunbevolkt en was afhankelijk van Zomergem. In de 13e eeuw begonnen de graven van Vlaanderen met de ontginning van de woeste gronden en werden er wegen aangelegd. In die periode werden grote pachthoven opgericht zoals het nog bestaande Goed ter Beke of Wenemaersgoed, het Grote Goed te Voorde, te Brakel of Breebroek. Deze 13de-eeuwse ontginningen hebben het landschap aanzienlijk gewijzigd. Waarschoot werd verder ontsloten door de Lieve.

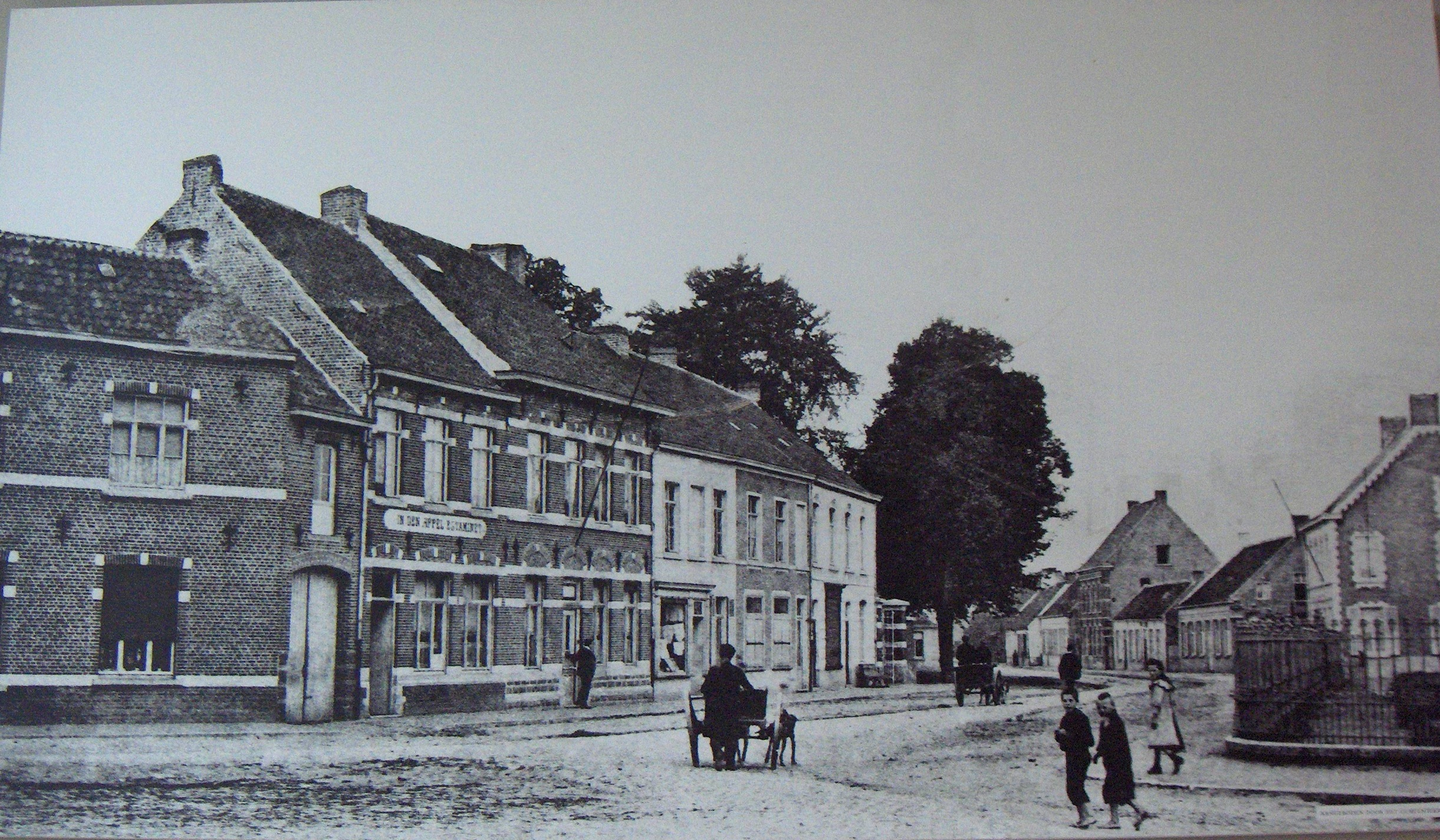
Dorpsgezicht eind 19e eeuw (Schoolstraat).

In 1444 werd in de bossen van Waarschoot een priorij door cisterciënzers opgericht die er tot 1649 een bloeiende gemeenschap hadden. Deze gemeenschap ging teloor door de vernielingen door de calvinisten en de verhuis naar Gent. In de 16e eeuw en de 17e eeuw had Waarschoot veel te lijden onder langdurige bezettingen. Zo werd de parochiekerk verwoest in 1580 en werd het dorp in 1683 door de Fransen volledig in brand gestoken.
Land- en bosbouw en handweefnijverheid vormden tot in 19de eeuw de belangrijkste bron van inkomsten van de gemeente. De aanleg van de spoorlijn Gent-Eeklo in 1859-61 betekende de ontsluiting van het gebied en de ontwikkeling van de textielindustrie. In 1858 kwam de eerste mechanische weverij tot stand, van De Schepper. In 1881 werd in Beke de mechanische weverij Lousbergs N.V. opgericht door Joseph De Hemptinne. In 1886 volgde de textielfabriek Lejour, in 1887 de Société d'Heygere et Cie en in 1889 de S.A.W. In 1925 ten slotte werd Textilia een zelfstandig bedrijf. In 1981 werd echter de laatste textielfabriek gesloten.
Waarschoot was een onafhankelijke gemeente tot 31 december 2018 waarna het samen met Lovendegem en Zomergem onderdeel werd van de nieuwgevormde gemeente Lievegem.

## Bezienswaardigheden
- De Sint-Ghislenuskerk. Tijdens de nieuwjaarsnacht van 2001 op 2002 werd de kerk opzettelijk in brand gestoken door een scholier uit het naburige Eeklo. Na enkele jaren van overleg, voorstellen en een uiteindelijk plan werd de nieuwe kerk ingehuldigd op 24 juni van 2007. Men opteerde voor een nieuwbouw achter de oude kerk, de toren en de ruïne van de middenbeuk zijn de getuigen uit het verleden. Tijdens de renovatie werd de Sint-Jozefkerk aan de Bellebargie gebruikt als noodkerk. In 2008 werd deze kerk ontwijd, in 2010 werd beslist om ze af te breken, en uiteindelijk werd begin februari 2017 de Sint-Jozefkerk afgebroken.
- De Textielfabriek S.A.W., industrieel erfgoed
- De textielfabriek Textilia, industrieel erfgoed
- Het Kasteel op de Dam
- Het Goed te Koudekeuken
- De Priorij Onze-Lieve-Vrouw-ten-Hove
- Het Kasteeldomein De Schepper
- Het Klooster van Waarschoot, gedeeltelijk gesloopt (2020)
- De Bevende Hazelaar, kapelboom

## Natuur
Waarschoot ligt laag, op 6-10 meter hoogte. In het zuiden loopt de Lieve, in het noorden de Burggravenstroom. In het westen vindt men het Schipdonkkanaal.
In de gemeente is nog ongeveer 154 ha bos bewaard. De Stuiverbossen, 75 ha maken deel uit van het Provinciaal Domein Het Leen dat zich ook uitstrekt over de gemeenten Eeklo en Oostwinkel en een 225 ha groot boscomplex vormt. Het Bellebargiebos (ook gekend onder de namen Kwadebossen of Bakkersbossen) sluiten aan bij de Lembeekse bossen. Het Bellebargiebos is Europees beschermd als Natura 2000-gebied (habitatrichtlijngebied BE2300005 ‘Bossen en heiden van Zandig Vlaanderen: oostelijk deel') en maakt deel uit van het Vlaams Ecologisch Netwerk. Het is sinds 2005 erkend als bosreservaat en wordt beheerd door het Agentschap voor Natuur en Bos.

## Galerij

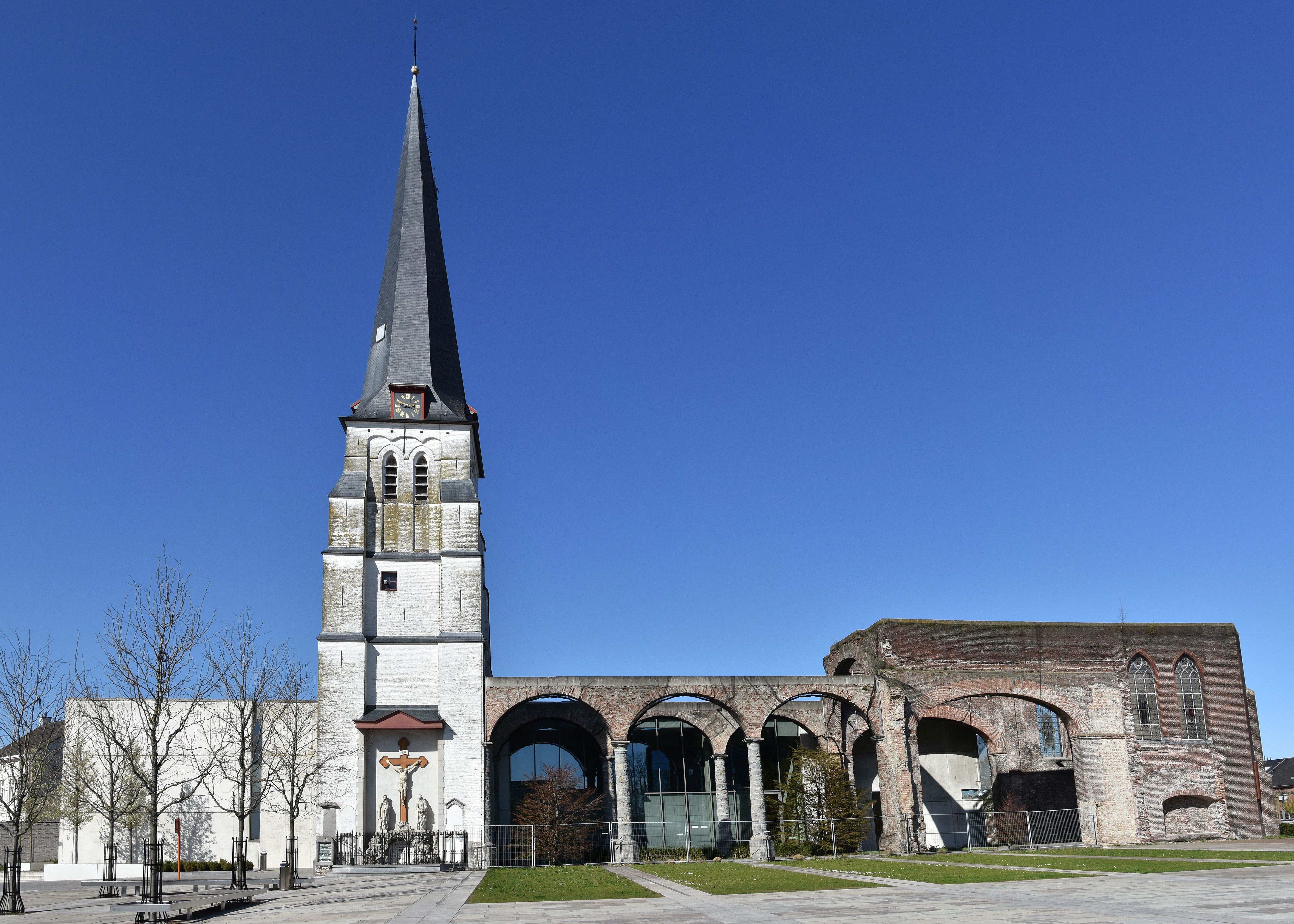
De Sint-Ghislenuskerk in 2019
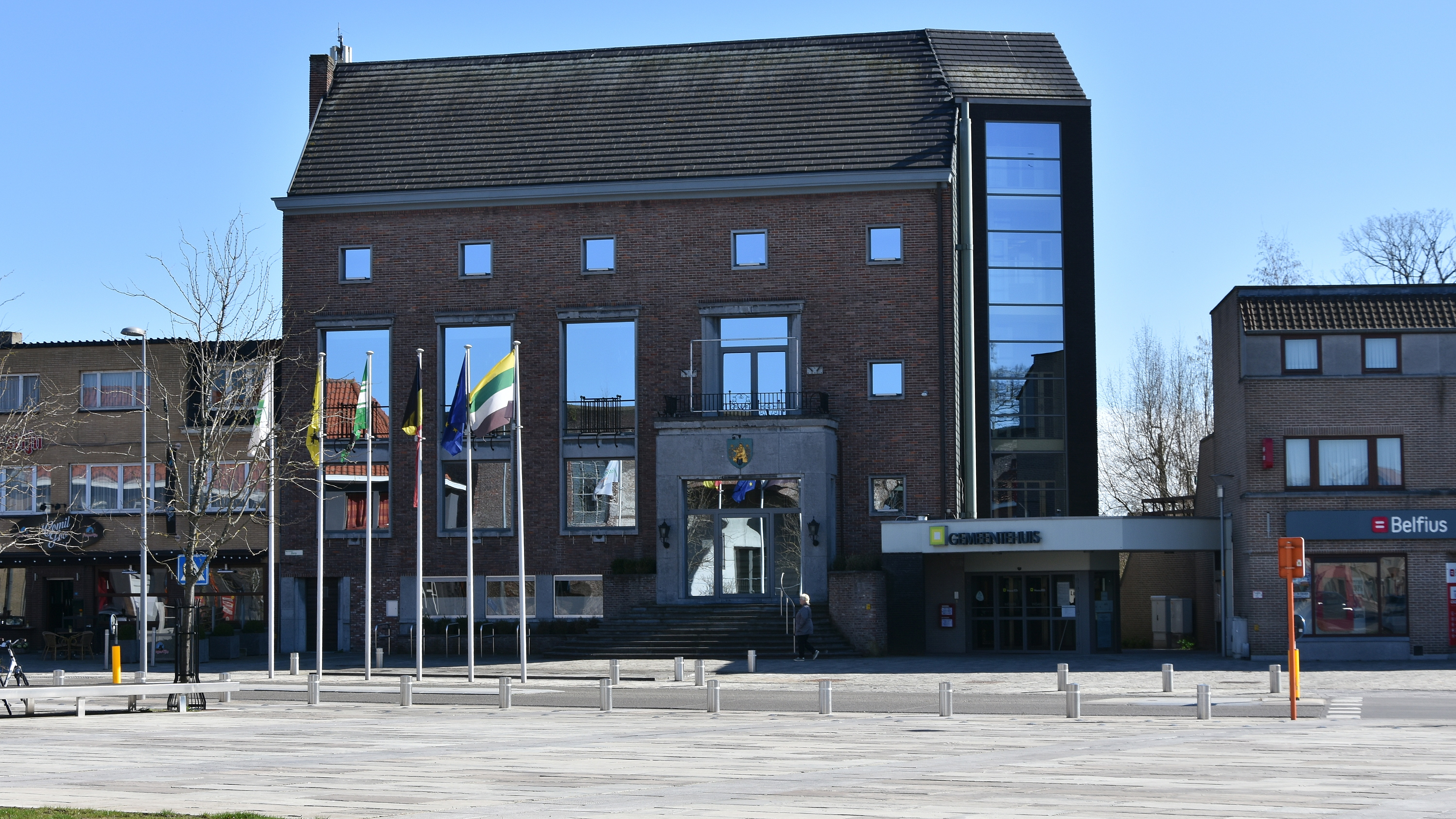
Het gemeentehuis
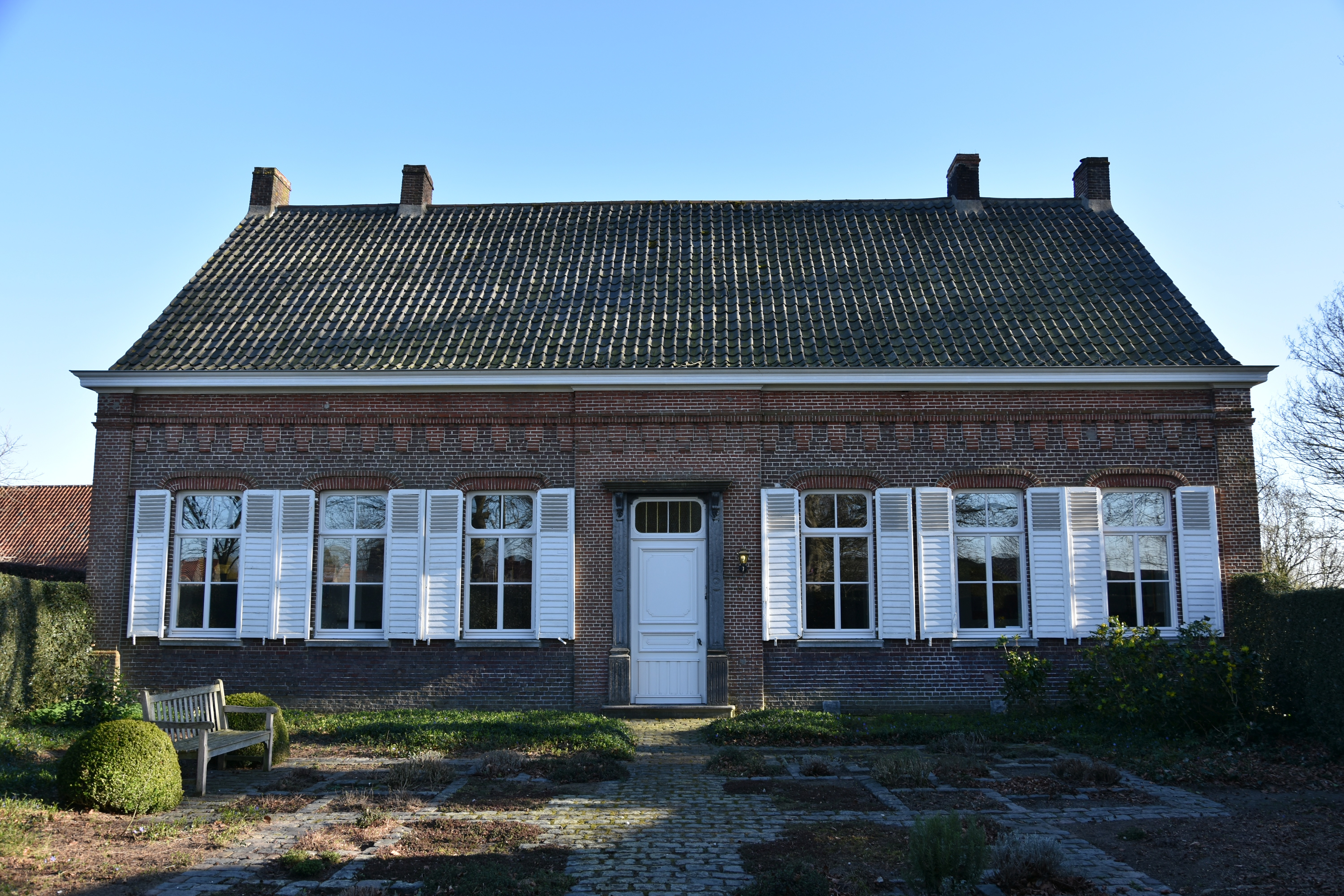
Hoeve Goed te Zoetendale
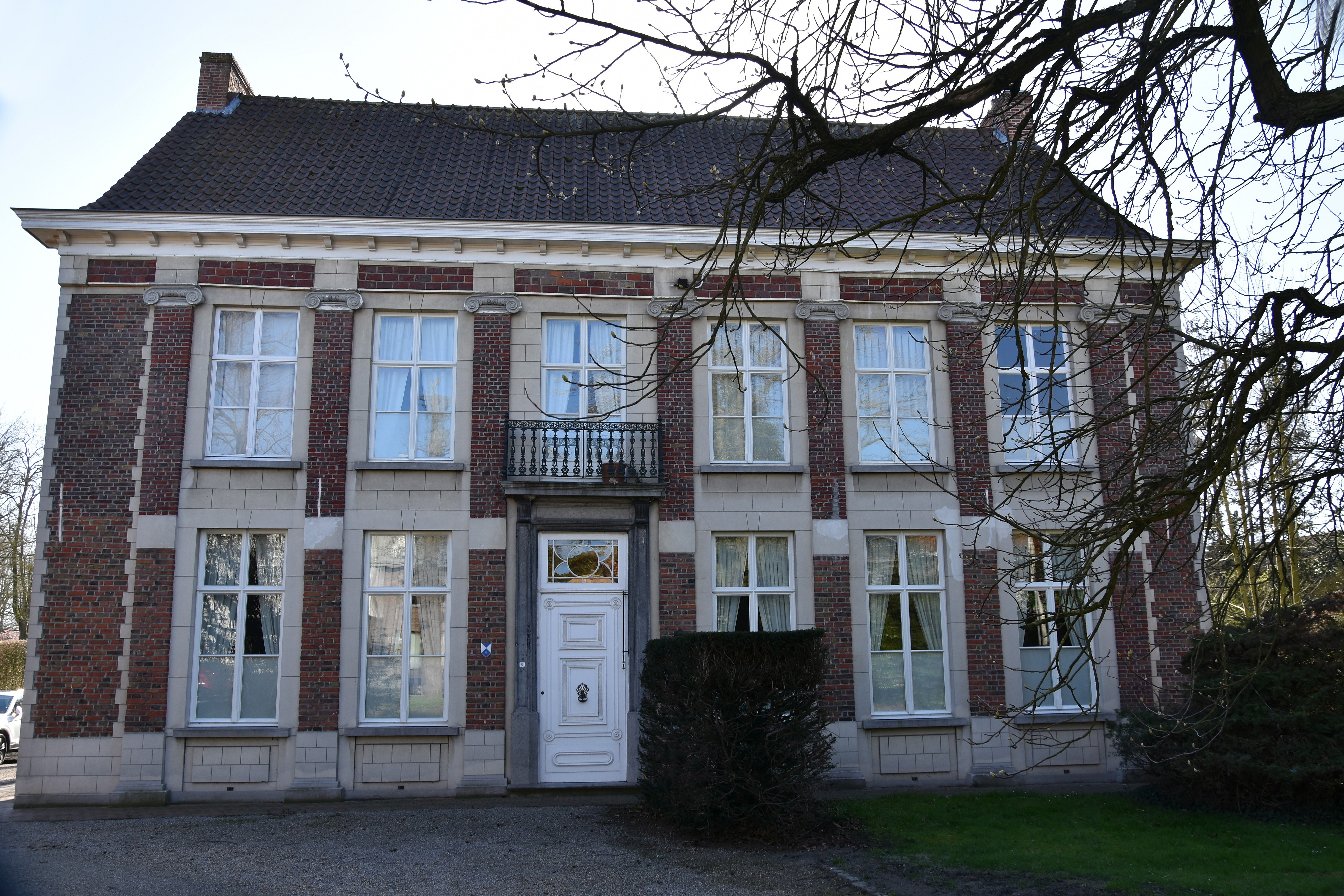
Kasteeldomein De Schepper
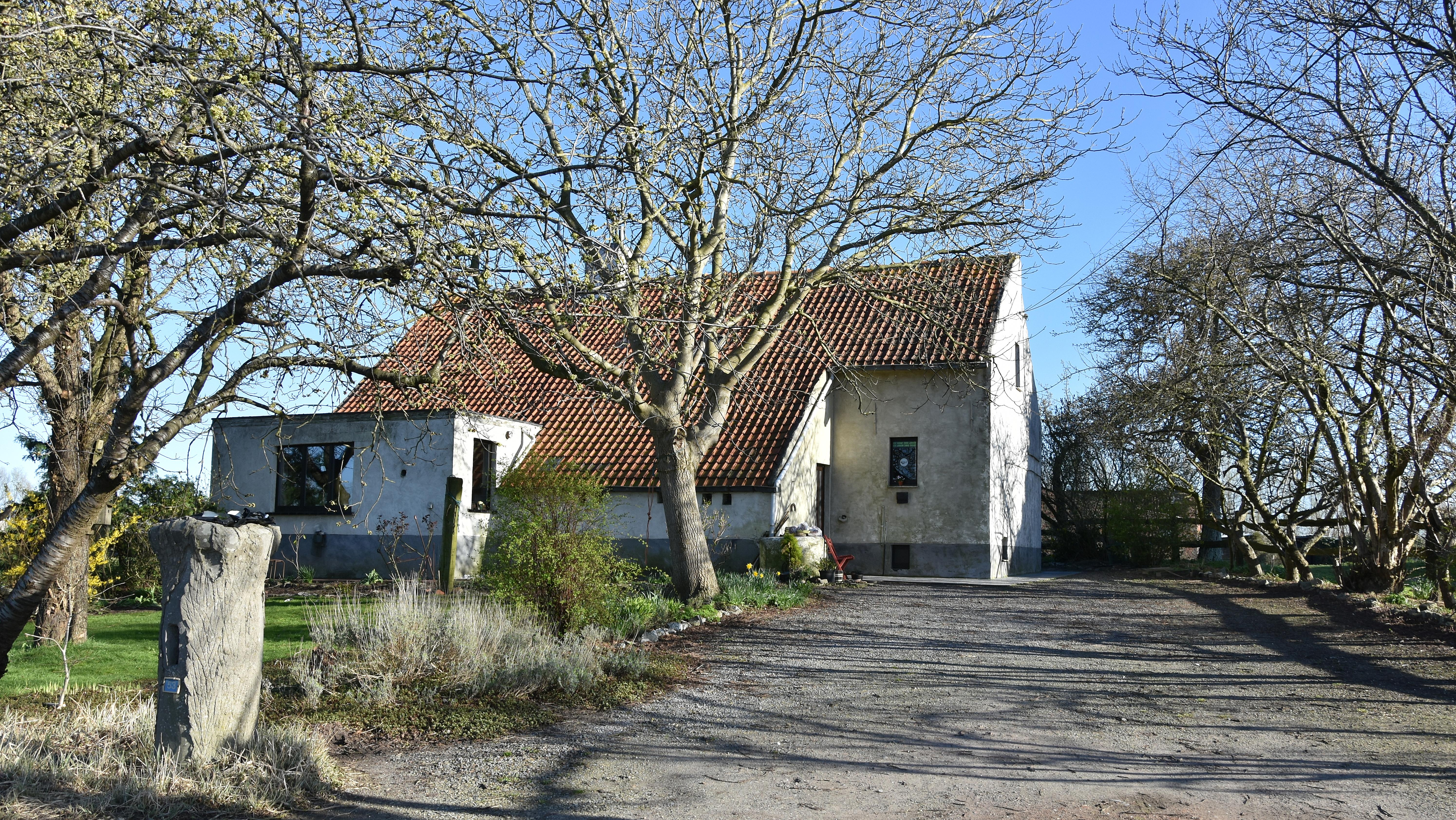
Pachterswoning Priorij Onze=Lieve-Vrouw-ten-Hove

## Demografische evolutie
- Bron:NIS - Opm:1831 t/m 1970=volkstellingen op 31 december; vanaf 1980= inwoneraantal per 1 januari

## Politiek

### Burgemeesters
| Tijdspanne | Tijdspanne  | Burgemeester                  |
| ---------- | ----------- | ----------------------------- |
|            | 1929 - 1939 | Alfred Van Hecke              |
|            | 1939 - 1941 | René Standaert                |
|            | ...         |                               |
|            | 1945 - 1946 | René Standaert                |
|            | 1947 - 1989 | Arsène De Prest (CVP)         |
|            | 1989 - 1994 | Antoine Van Hulle (PVV)       |
|            | 1995 - 2002 | Charles De Block (CVP / CD&V) |
|            | 2002 - 2008 | Ghislain Lippens (CD&V)       |
|            | 2009 - 2018 | Ann Coopman (CD&V)            |

#### Resultaten gemeenteraadsverkiezingen van 1976 tot en met 2012[3]
| Partij of kartel     | Partij of kartel                                                | 10-10-1976 | 10-10-1976 | 10-10-1982 | 10-10-1982 | 9-10-1988 | 9-10-1988 | 9-10-1994 | 9-10-1994 | 8-10-2000 | 8-10-2000 | 8-10-2006 | 8-10-2006 | 14-10-2012 | 14-10-2012 |
| Stemmen / Zetels     | Stemmen / Zetels                                                | %          | 19         | %          | 19         | %         | 19        | %         | 19        | %         | 19        | %         | 19        | %          | 19         |
| -------------------- | --------------------------------------------------------------- | ---------- | ---------- | ---------- | ---------- | --------- | --------- | --------- | --------- | --------- | --------- | --------- | --------- | ---------- | ---------- |
|                      | CVP1 / CD&V2                                                    | 47,131     | 10         | 37,121     | 8          | 29,51     | 6         | 39,031    | 8         | 37,041    | 8         | 38,22     | 8         | 30,62      | 7          |
|                      | PVV1 / VLD2 / Open Vld3                                         | -          |            | 18,681     | 3          | 28,761    | 5         | 26,642    | 5         | 35,192    | 7         | 33,82     | 7         | 25,73      | 6          |
|                      | Agalev1/ Groen2                                                 | -          |            | 2,141      | 0          | -         |           | -         |           | -         |           | -         |           | 6,42       | 0          |
|                      | SP1/ WGB-sp.aA / sp.a-plus2                                     | 14,491     | 2          | 16,211     | 3          | 16,591    | 3         | 12,921    | 2         | 10,271    | 1         | 19,4A     | 3         | 17,82      | 3          |
|                      | VLG-VW1/ Vlaamse Gemeentebelangen2/ WGB3/ WGB-sp.aA / WGB N-VA4 | 37,131     | 7          | 24,912     | 5          | 25,153    | 5         | 21,413    | 4         | 17,53     | 3         | 19,4A     | 3         | 15,34      | 3          |
|                      | Vlaams Belang                                                   | -          |            | -          |            | -         |           | -         |           | -         |           | 8,7       | 1         | 4,3        | 0          |
|                      | PVDA                                                            | 1,25       | 0          | 0,94       | 0          | -         |           | -         |           | -         |           | -         |           | -          |            |
| Totaal stemmen       | Totaal stemmen                                                  | 5511       | 5511       | 5537       | 5537       | 5744      | 5744      | 5641      | 5641      | 5890      | 5890      | 5924      | 5924      | 5953       | 5953       |
| Opkomst %            | Opkomst %                                                       |            |            |            |            | 95,43     | 95,43     | 93,67     | 93,67     | 93,51     | 93,51     | 95,38     | 95,38     | 92,84      | 92,84      |
| Blanco en ongeldig % | Blanco en ongeldig %                                            | 2,56       | 2,56       | 3,72       | 3,72       | 3,57      | 3,57      | 5,76      | 5,76      | 4,8       | 4,8       | 4,38      | 4,38      | 2,75       | 2,75       |

De zetels van de gevormde coalitie staan vetjes afgedrukt. De grootste partij staat in kleur.

Zie voor de gemeenteraadsverkiezingen van 2018 en later op de fusiegemeente Lievegem.

## Geboren in Waarschoot

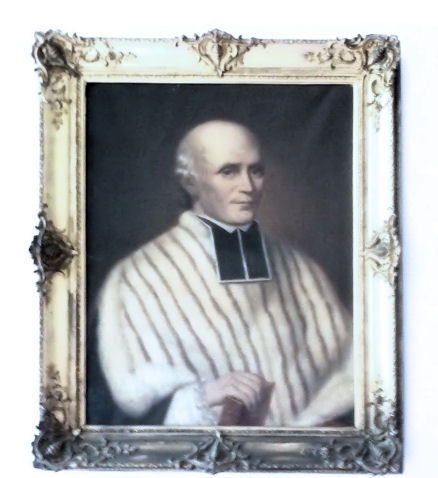
kanunnik Guillelemus de Smet

- Carolus van der Haeghe (1675-na 1710), soldaat bij de Vereenigde Oostindische Compagnie[7]
- Guillaume De Smet (1770-1849), kanunnik van Sint-Baafs
- Basiel De Craene (1880-1956), schrijver
- Luc Dhoore (1928-2021), politicus en minister voor de CVP
- Johan De Muynck (1948), wielrenner en laatste Belgische winnaar van de Giro
- Gerolf De Backer (1959), atleet
- Aimé Van Den Saffele  (1913-1940), soldaat tijdens de Achttiendaagse Veldtocht

## Nabijgelegen kernen
Ronsele, Eeklo, Beke, Lembeke, Sleidinge